# كولن إيكمان
كولن إيكمان (بالإنجليزية: Colin Aikman)‏ هو دبلوماسي نيوزيلندي، ولد في 24 أغسطس 1919، وتوفي في 22 ديسمبر 2002.